# Коркмасов, Джелал-эд-Дин Асельдерович
Джелал-Эд-Дин Асельдерович Коркмасов (варианты написания имени: Джелал, Джелаледдин; вариант написания фамилии: Коркмас; 1 октября 1877, Кумторкала, Дагестанская область — 27 сентября 1937, Москва) — советский государственный и общественный деятель, революционер, дипломат и публицист. Председатель: Дагестанской Социалистической группы (1917—1919), Дагестанского областного комитета РКП(б) (1919—1920), Совета народных комиссаров Дагестанской ССР (1921—1931). Председатель Всесоюзного ЦК НА ССР, Секретарь Совета Национальностей ЦИК СССР, член Президиума ВЦИК РСФСР и Ученого Комитета ЦИК СССР (1931—1937).

## Биография

### До революции
По национальности — кумык, выходец из известной на Кавказе семьи дворянина (почётный уздень) и офицера царского конвоя. Фамилия, образованная от тюркского слова «qorq/kork» — «страх» и отрицательного аффикса «maz/mez», означает «бесстрашный, смелый», неустрашимый".
Учился на классическом отделении Ставропольской гимназии и окончил её с отличием. Уже в стенах гимназии он объединяет группу талантливых воспитанников и впервые пробует себя на литературном поприще. Они выпускают студенческий журнал и отправляют его на суд писателю Николаю Михайловскому. В 1897 году поступил на естественный факультет Императорского Московского университета. После первого года обучения ушёл из ВУЗа и выехал во Францию, где продолжил образование на естественном факультете Сорбоннского университета, а также в Парижской высшей школе социологии и антропологии.
С 1903 по 1906 годы жил в Дагестане, где в областной столице, городе Темир-Хан-Шура вёл адвокатскую практику. Также состоял в «Обществе просвещения туземцев мусульман Дагестанской области». Обсуждал вопрос о школах и организации преподавания для малоимущих детей.
Коркмасов выступал против царского Октябрьского Манифеста, требуя всеобщее избирательное право. Руководил политической организацией — Дагестанским «Крестьянским центром». В 1906 году Коркмасов от Дагестанской области проходит депутатом в Государственную думу Российской империи I созыва. Его «Крестьянский центр» выступил против специально придуманной для Дагестанской области «кургузной» системы земства и на I-ом Губернском съезде бойкотировал Госдуму, отказавшись от посылки своих депутатов.
В июне-июле 1906 года Коркмасов трижды арестовывался и был выслан «под гласный административный надзор» в Олонецкую губернию. В первых числах февраля 1907 года, получив согласие на замену ссылки эмиграцией и загран. паспорт, он уезжает в Париж, где продолжает учёбу в Сорбонне на факультете права. В Париже Коркмасов сблизился с турецкими политэмигрантами-младотурками из партии Единение и прогресс.
После успешного для младотурок переворота в июле 1908 года Коркмасов переезжает в Стамбул. С октября 1909 года по июнь 1910 год издавал в Османской империи на свои средства русскоязычную газету «Стамбульские новости». Всего было издано 33 номера. Инициатива Коркмасова в издании этого органа печати была встречена в Российской империи с большим оптимизмом. Однако после реакции ДДДИИ в российских политических кругах возникли разногласия относительно газеты. В результате этого в июне 1910 года газета прекратила свою деятельность.
Коркмасов выступал на страницах журнала «Türk yurdu» (Турецкий дом), а также публикует свои статьи в газете «Шура и Уммет». По сведениям Российского Департамента полиции (Особый корпус жандармов в Константинополе), Коркмасов имел в Константинополе свою довольно многочисленную «Социалистическую группу». Он также стал одним из основателей Османской Социалистической Партии.
Коркмасов в Стамбуле также содержал школу политических наук и пансион. Он написал в соавторстве с М. Скоковской русскоязычный «Путеводитель по Константинополю» и в начале 1911 года уехал в Париж изучать право в Сорбонне.

### Революция и Гражданская война
После Февральской революции в конце апреля 1917 года выехал из Франции в Россию. Не задерживаясь в столицах выехал в Дагестан. По пути во Владикавказе встречается с участниками I съезда СГСК — Басиятом Шахановым, Баширом Далгатом, Рашид-Ханом Каплановым — и знакомится и с Сергеем Кировым. По прибытии в Дагестан Коркмасов включается в работу Дагестанского исполкома — регионального органа Временного правительства, координирующимся с Союзом горцев Северного Кавказа. Коркмасов стал председателем земельного комитета.
Во второй половине июня 1917 года вместе с Махачем Дахадаевым, Саидом Габиевым, Алибеком Тахо-Годи и другими формирует свою политическую партию в Темир-Хан-Шуре, получившую название «Дагестанская Социалистическая группа». От неё Коркмасов избирался во Всероссийское Учредительное Собрание.
5 августа 1917 года, Социалистическая группа одерживает победу на выборах и из её представителей, занявших ключевые посты, формируется состав Временного Областного Исполкома во главе с председателем Коркмасовым.
Неоднозначно воспринял Октябрьский переворот, однако спустя время на основе результатов революции делает выбор в пользу большевиков и в дальнейшем поддерживает их. В марте 1918 года участвовал в работе II съезде народов Терека в Пятигорске.
19 апреля 1918 года назначен председателем Дагестанский Военно-Революционный Комитет. В июне 1918 года ВРК преобразован в Областной Исполнительный Комитет Советов. Коркмасов избирается его председателем и одновременно Председателем Темир-Хан-Шуринского Совета.
В августе по территории Дагестана провёл наступление полковник Бичерахов и ликвидировал в области советскую власть, большевики разошлись и ушли в подполье. В ноябре 1918 бичераховцы отступили из Дагестана после сражения с османскими отрядами, в области была установлена власть Горской республики. 13 мая подпольный обком большевиков почти в полном составе был арестован офицерами Горского правительства, сумел избежать ареста только случайно отсутствовавший Коркмасов. В мае 1919 года Горское правительство было ликвидировано в ходе вторжения в Дагестан войска генерала Деникина. Большевики летом предпринимают неудачную первую попытку восстания против деникинцев. В июле 1919 года Коркмасов вместе со своими сторонниками эмигрирует. В августе в Тифлисе он входит Кавказский Краевой комитет ЦК РКП(б) для руководства антиденикинским восстанием, к тому времени стихийно вспыхнувшего в Даргинском округе. В период восстания в сентябре назначен председателем Дагобкома и в феврале председателем Совета Обороны Северного Кавказа и Дагестана. Штаб Совет обороны в Леваши руководил повстанческой «Армией Свободы Дагестана». Весной 1920 года в Дагестан вошла Красная армия и силы Деникина окончательно были выбиты из области.
За достижения в Гражданской войне награждён орденом Красного Знамени.

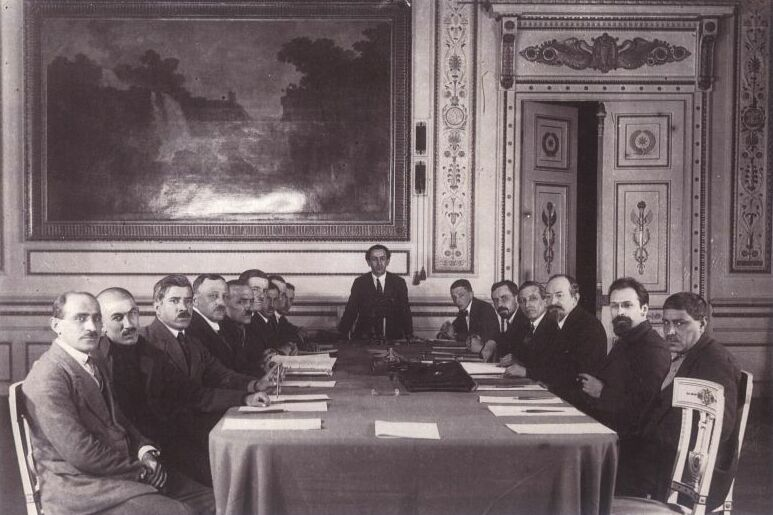
Коркмасов на подписании Московского договора, 1921 год

### В советской политике
С 11 апреля 1920 года Совет обороны был преобразован в Дагревком с Коркмасовым во главе. Одновременно с руководством Дагестана занимался и дипломатической деятельностью — с августа 1920 года Коркмасов был 1-м советником полпредства РСФСР в Турции в миссии Шалвы Элиавы. 1 сентября 1920 года участвовал в работе 1-й Съезда народов Востока в Баку во главе дагестанской делегации и был в числе семи официальных докладчиков. В результате съезда вошёл в президиум образованного «Совета действия на Востоке», органа Коминтерна. В числе прочих участвовал в урегулировании кризиса в турецко-армянских отношениях.
По инициативе Коркмасова в состав Дагестана был включен Хасавюртовский округ. В ноябре 1920 года была провозглашена ДАССР. Коркмасов встал во главе правительства и разработал конституцию ДАССР. Первым Законодательным Актов Республики стал Акт широкой амнистии (1.12.1921).
12 февраля 1921 года делегация во главе с Коркмасовым встречается с Лениным, по воле которого Дагестану оказывается крупная материальная поддержка.
В результате деятельности Коркмасова 16 ноября 1922 года в состав ДАССР вошли ногайские и караногайские районы (Ачикулакский район), 4 ноября 1923 года — западная часть Кизлярского округа (Кизлярский район). При этом его попытки присоединения к Дагестану Закатальского, Хачмаского р-онов с Губинским участком не увенчались успехом. В мае 1921 года по распоряжению Коркмасова столица ДАССР была перенесена из Темир-Хан-Шуры в Махачкалу. 11 октября 1921 года по инициативе и руководстве Коркмасова было начато строительство Канала имени Октябрьской Революции.
С 1922 года до смерти в 1937 году Коркмасов являлся членом ЦИК СССР всех созывов, участвовал в работе различных органов советского правительства. В декабре 1922 года Коркмасов в Москве, как член делегации Особо Уполномоченных от РСФСР, участвует в политической работе, завершившейся созданием СССР. В 1931 году Коркмасов был избран заместителем председателя Совета Национальностей ЦИК СССР.
16 февраля 1922 года Дагестан первой в РСФСР был удостоен Ордена Трудового Красного Знамени.
В 1923 году Коркмасов, в качестве посла по особым поручениям, вёл переговоры с правительствами Италии и Франции по ряду экономических и политических вопросов, важнейший из которых — о признании ими СССР де-юре и добился положительных результатов.
Участвовал в организации I-го Всесоюзного Тюркологического Съезда, на котором был избран председателем.
В 1927 году при образовании Всесоюзного ЦК Нового Тюркского Алфавита Коркмасов стал 1-м зампредседателя С. А. Агамалы оглы. Также возглавлял Дагестанский ЦК НТА.
Д. Коркмасов — автор брошюры «Роль и значение печати в Дагестане», изданной в 1926 году.
Под руководством Коркмасова Дагестан достиг социально-экономических преобразований, которые отражены в его работе «7 лет борьбы и строительства», выпущенной в 1927 году. Так, согласно ей, достигнуты значительная самодостаточность экономики (77 %), уменьшение доли вложений из федерального центра (с 71 % с 38), рост общего объёма капиталовложений в экономику Дагестана за 1927-28 года по сравнению с 1925-26 годами в 7 раз, тогда как по Союзу только в 2.3 раза, рост суммарного количества выпускаемой продукции (162 %, по Союзу — 104 %).
В мае 1930 года в Алма-Ате, при обсуждении «социального характера» различных литературных произведений, когда на моду дня с трибуны зазвучали выступления, что социальна лишь та литература, что рождена революцией, Коркмасов заявил: «Нет литературы не социального характера. Пойти по этому пути значит признать и Коран — литературой не социальной. Это политическая ошибка. Её следует исправить».
Согласно рассекреченным источникам, Коркмасов негативно относился к сворачиванию НЭПа, началу коллективизации, активизации преследования «чуждых элементов». Он также заявил: «Это ошибочная мера и в перспективе, кроме обнищания населения, она ничего не даст».
В том же 1931 году по указанию Коркмасова, Хунзахской мечети была возвращена похищенная реликвия — халат легендарного шейха Абу-Муслима. После этого было партийное расследование и в Дагестан направлена комиссия, Коркмасову предложили выступить с признанием ошибки. Вместо этого он направил резкое письмо в ЦК, заявив, что преследование предметов культа — безнравственно. Этот вопрос был снова затронут лишь в 1937-38 годы.

### В Москве
В декабре 1931 года Коркмасов с поста предсовнаркома ДАССР был переведён на пост заместителя Секретаря Совета Национальностей ЦИК и переехал в Москву. Его назначили на работу в Учёный Комитет при ЦИК с кураторскими функциями по издательской деятельности, а также членом Всесоюзного Комитета по культам, членом Президиума Бюджетной Комиссии СССР. Коркмасов продолжал оставаться во главе ВЦК Нового алфавита. ВЦКНА издавал под редакцией Коркмасова журнал «Письменность и революция».
В 1934 году Коркмасов возглавил Всесоюзный Оргкомитет по подготовке и проведению в СССР 1000-летнего юбилея персидского поэта Фирдоуси. В 1935 году он в составе Всесоюзного Оргкомитета руководил созывом III-го Международного Конгресса Иранского искусства в Ленинграде и Москве.
В феврале 1937 г. проводил конференцию ГАИМК в Ленинграде с выставкой в Эрмитаже.
В апреле 1937 г. в Москве под руководством Коркмасова была проведена Юбилейная Сессия, посвящённая 10-летию ВЦК Нового Aлфавита.
В мае 1937 г. Коркмасов участвовал в Уйгурской Конференции (Алма-Ата, Фрунзе).
Репрессирован 22 июня 1937 годa, посмертно реабилитирован 4 августа 1956 года.

## Личность
Свободно владел 7 языками. Нобелевский лауреат Фритьоф Нансен, посетивший Дагестан в 1925 году, писал о Коркмасове, что он «более похож на европейца. У него интеллигентное лицо и широкий лоб, волос седой и волнистый»
По мнению литератора Аршалуиса Аршаруни, посетившего Дагестан в 1925 году, Коркмасову были характерны такие черты как гостеприимство, общительность, чуткость, внимательность к нуждам людей, простота в общении. Он, пишет Аршаруни, много читал на русском и французском языках, любил мировую историю и якобинцев. Аршаруни отзывался о нём как о убежденном интернационалисте, умело сочетавшего теорию с практикой, строителе самого широкого профиля, государственном деятеле нового типа.
Профессор Казбек Султанов отмечает, что с именем Коркмасова ассоциируется идея общественного блага, бескорыстного служения людям. По его словам, он был для них олицетворение власти, которой можно безоговорочно доверять.

## Семья
- Отец — Асельдер-бек Мустафа-оглы Коркмасов (1843—27.11.1897)
- Мать — Хасайбат-бике Коркмасова (умерла в 1903)
- Жена — Коркмасова (Пацхверия) Наталья Дмитриевна (22.06.1902—19.10.1946)
  - Сын — Эрик (Джелал-Эраст Джелал-Эд-Динович) Коркмасов (21.09.1922—26.07.1972, Махачкала). Воевал добровольцем в Красной армии с осени 1941 года до 1943 года. Был несколько раз ранен и освобождён от воинской обязанности. В 1943-44 годы — студент факультета геодезии и картографии МГУ. Один из основателей организации «Смерть за отцов», планировавшей убийство Сталина 1 мая 1944 года. В её состав входили дети Рухимовича, Полуяна, Бубнова и другие. С 1944 по 1949 год отбывал наказание в Лефортовской тюрьме. В 1949 году выслан из Москвы под гласный надзор органов НКВД в Кзыл-Ординскую область (Казахстан), где до 1956 года работал техником, совмещая с преподавательской деятельности. 23 мая 1956 года реабилитирован. Заместитель Председателя Облисполкома.  В 1962 году, в связи приглашения Сов. Мина ДАССР, вместе с семьей вернулся в Дагестан. Работал заместителем Управляющего Объединения «ДагНефть». Его жена — Коркмасова (Суликова) Мария Николаевна, учитель литературы и русского языка.
    - Внуки: Наталья, Анатолий Джелал-Эрастович Коркмасов (род. 1952), историк, публицист, полковник юстиции.

## Память
В честь Коркмасова названы:
- Посёлок Коркмас-Кала. В центре посёлка также стоит скульптурная композиция в его честь.
- Центральные улицы в Махачкале (с 1997 года) и Ленинкенте, где ему также установлен памятник[27]

Имя Коркмасова до конца 1937 года носили:
- Коркмас-Кала и Коркмас-Калинский район (в последствии — Сергокала и Сергокалинский район), Коркмасовка (Богатырёвка), Ново-Коркмасовка (село имени Горького), Джалалкент (Башлыкент), Джелал (Махач-Аул), Новый Джелал (Уллуби-Юрт)
- Главная магистраль Канала Октябрьской Революции (КОРа)
- Первая женская гимназия столицы Азербайджана города Баку[28].

В период после репрессии Коркмасова на его упоминание в научных работах было наложено табу.

В августе 1988 года в городах и населённых пунктах Дагестана были проведены широкие мероприятия, завершившиеся торжественным открытием мемориальной доски в Махачкале, и торжественным собранием с участием высшего руководства Республики, посвящённого 110-летию Джелал-Эд-Дина Коркмасова. В 2008 старая мемориальная доска была заменена новой за авторством Сергея Мильченко.

Мемориальная доска на здании бывшего Дома правительства Республики Дагестан, где жил и работал Коркмасов

В 1989 году опубликован художественно-документальный роман писателя М-С. Я. Яхъяева «В полдневный жар…: Роман о Джелал-Эд-Дине Коркмасове», впоследствии переиздававшийся.
В мае 2007 года в Дагестане отмечалось 130-летие со дня рождения Коркмасова. Этому была посвящена научно-практическая конференция в Махачкале и общественное мероприятие в Республике, по результатам которой в 2009 году при поддержке Фонда изучения наследия Коркмасова в Москве был издан Юбилейный сборник «Д-Э. А. Коркмасов. Из жизни замечательных людей. На службе вечности».
В 2009 году на Университетской площади Махачкалы была водружена каменная глыба на месте будущего памятника Коркмасову.
В 2017 году профессор Магомед Абдуллаев выпустил книгу «Великий дагестанец — Джелал-Эд-Дин Коркмасов. Жизнь, деятельность и социально-политические воззрения».
В октябре 2017 года в Дагестане прошли торжественные мероприятия на 140-летний юбилей Коркмасова.
1-3 октября 2018 года в гимназии № 35 Ленинкета были проведены Коркмасовские чтения с представителями 4-х городов и 12-ти районов Республики. Мероприятия сопровождались праздничным концертом и возложением цветов к подножию памятника.
Портрет Коркмасова, представлен в экспозиции Ставропольского Государственного Исторического Музея в галерее портретов, посвященной выдающимся выпускникам Ставропольской гимназии.
31 октября 2018 года на пленарном заседании Международной научной Конференции в Москве, посвященной 200-летию Института Востоковедения РАН, был сделан доклад, посвящённый газете Коркмасова «Стамбульские новости».
В 2018 году в профессором Мустафой Билаловым написана статья о Коркмасове.
5 марта 2019 года в НМ РД прошли чтения «Джелал-Эд-Дин Коркмасов — выдающийся государственный деятель».
31 октября 2019 года выставка была развернута в ЦГА РД в честь 110-летия выхода газеты «Стамбульские новости».
10-13 ноября 2023 года в Махачкале конференция «Коркмасовские чтение» в ДФИЦ РАН. Форум был открыт приветственным словом премьер-министра Дагестана Абдулмуслимова, среди ораторов внук Коркмасова Анатолий и другие учёные.

### Комментарии
1. ↑  с 1 января 1917, стаж включён зачётом решением особого заседания Президиума Пленума Кавбюро ЦК в июне 1921
2. ↑  Российский чрезвычайный и полномочный посол в Османской империи гофмейстер Двора Его Императорского Величества Н. В. Чарыков писал министру иностранных дел А. П. Извольскому:

«По-видимому, Коркмасов умеренных взглядов и человек больших дарований. (…) Я считаю его частную инициативу в журнальном деле предпочтительной казённому почину, и в данном случае думаю, что „Стамбульские новости“ будут способствовать осуществлению нашей общей программе дружественного сближения с Турцией на почве культурных и экономических интересов.»[10]